# Айтор Каранка
А́йтор Кара́нка де ла Ос (ісп. Aitor Karanka de la Hoz, нар. 18 вересня 1973, Віторія-Гастейс, Іспанія) — іспанський футболіст, що грав на позиції захисника. Завершивши ігрову кар'єру, став тренером. 
Виступав за збірну Країни Басків.

## Клубна кар'єра
Вихованець футбольної школи клубу «Атлетік Більбао». У дорослому футболі дебютував 1991 року виступами за команду дублерів клубу «Більбао Атлетік», в якій провів один сезон, взявши участь у 53 матчах чемпіонату. 
Своєю грою за дубль привернув увагу представників тренерського штабу основної команди «Атлетік Більбао», до складу якої його почали залучати 1992 року. Відіграв за клуб з Більбао наступні п'ять сезонів своєї ігрової кар'єри. Більшість часу, проведеного у складі «Атлетика», був основним гравцем захисту команди.
1997 року уклав контракт з клубом «Реал Мадрид», у складі якого провів наступні п'ять років своєї кар'єри гравця. За цей час виборов титул чемпіона Іспанії, ставав володарем Суперкубка Іспанії з футболу, переможцем Ліги чемпіонів УЄФА (тричі), а також володарем Міжконтинентального кубка.
Протягом 2002—2006 років знову захищав кольори команди клубу «Атлетік Більбао». Завершив професійну ігрову кар'єру в американському «Колорадо Рапідз», за команду якого виступав протягом 2006 року.

## Виступи за збірні
1995 року провів свою єдину офіційну гру у складі національної збірної Іспанії. Також грав за невизнану ФІФА та УЄФА збірну Країни Басків (6 матчів).

## Кар'єра тренера
Розпочав тренерську кар'єру невдовзі по завершенні кар'єри гравця, 2008 року, очолював тренерські штаби юнацьких збірних Іспанії різних вікових категорій: U–15, U–16 та U–17.
З 2010 по 2013 рік входив до тренерських штабу клубу «Реал Мадрид», який очолював Жозе Моурінью. 
У листопаді 2013 року став головним тренером англійського «Мідлсбро» з другого англійського дивізіону. Протягом наступних років команда постійно перебувала серед основних претендентів на підвищення у класі і врешті-решт у сезоні 2015/16, посівше друге місце у Чемпіоншипі, повернулася після семи років відсутності до Прем'єр-ліги. У вищоми дивізіоні іспанець не пропрацював й сезону — його було звільнено у березні 2017, коли його команду від зони вильоту відділяли лише три очки.
8 січня 2018 року новим місцем роботи Каранки став тренерський штаб «Ноттінгем Форест» з того ж англійського Чемпіоншипу, в якому він близько трьох років працював з «Мідлсбро». В «Ноттінгемі» Каранка пропрацював до 11 січня 2019-го.
Наступним клубом Каранки став «Бірмінгем Сіті», який іспанець очолював з липня 2020-го по березень 2021 року.

## Титули і досягнення
«Реал Мадрид»
- Чемпіон Іспанії: 2000–01
- Володар Суперкубка Іспанії: 1997, 2001
- Переможець Ліги чемпіонів УЄФА: 1997–98, 1999–00, 2001–02
- Володар Міжконтинентального кубка: 1998